# Colonia Bremen
Colonia Bremen es una localidad situada en el departamento Unión, provincia de Córdoba, Argentina.
Se encuentra situada a 370 km aproximadamente de la ciudad de Córdoba.
La principal actividad económica de la localidad es la agricultura siendo el principal cultivo la soja, seguida por la ganadería (crianza de pollos).
El clima de Colonia Bremen en la actualidad se encuentra modificado a raíz de las grandes inundaciones que lo rodean, transformándolo en un clima húmedo.
La colonia cuenta con un dispensario, una fábrica de zapatillas, una plaza, iglesia evangélica, iglesia católica, una panadería, una huerta orgánica, una comisaría, un almacén y una escuela primaria.

## Población
Cuenta con 290 habitantes (Indec, 2022), lo que representa un incremento del 60% frente a los 117 habitantes (Indec, 2010) del censo anterior.
| Gráfica de evolución demográfica de Colonia Bremen entre 1991 y 2022 |
|                                                                      |
| Fuente: Censos nacionales del INDEC                                  |